# Periyar (fleuve)
La Periyar (പെരിയാർ en malayalam et பெரியாறு en tamoul, Grande rivière) est un  fleuve du sud de l'Inde coulant vers l'ouest, long de 244 km. 

## Géographie
La Periyar prend sa source dans les collines de Sivagiri, (État du Tamil Nadu), traverse l'État du Kerala puis se jette dans la Mer des Laquedives, au sud de Cochi.
C'est l'un des rares cours d'eau ayant un débit important même en dehors de la saison des moussons. À ce titre il joue un rôle important pour l’irrigation et l'alimentation en eau potable.

## Histoire
À la suite de la grande inondation de 1341, la  communauté juive de Cranganore part s'installer à Cochin.

## Notes et références

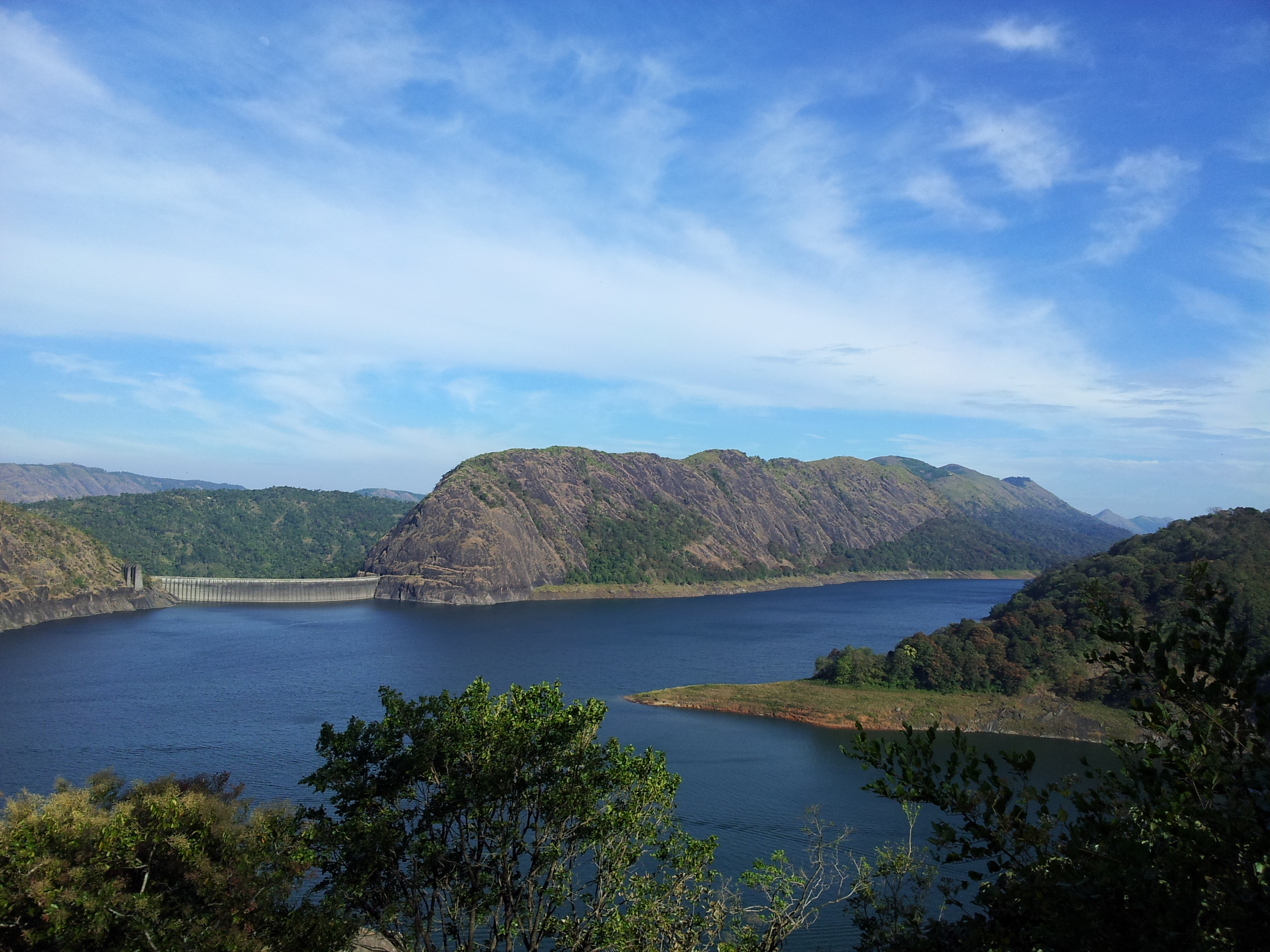
Retenue du barrage d'Idukki.